# Прва лига Републике Српске у фудбалу 2019/20.
Прва лига Републике Српске у фудбалу 2019/20. је двадесет пета по реду сезона Прве лиге Републике Српске у фудбалу у организацији Фудбалског савеза Републике Српске. Сезона је почела 10. августа 2019. године.
У сезони наступа 10 клубова, први пут је донета таква одлука, пошто је претходних година лига бројала 12 клубова.
Било је предвиђено да се игра трокружни систем са 27 кола.Јесењи првак била је екипа ФК Крупа,да би у наставку првенства ,након 15 кола дошло до прекида лиге због пандемије COVID-19.
Одлуком Фудбалског савеза Републике Српске ФК Крупа је проглашена за првака,а лига је за наредну сезону проширена на 16 екипа.

## Клубови
У овој сезони два клуба су нови чланови Прве лиге, и то: Јединство из Брчког, као победник групе "Исток" Друге лиге РС, те Крупа, која је испала из Премијер лиге БиХ. Из лиге су испали Дрина Зворник, Сутјеска Фоча и Слобода Мркоњић Град, а Борац из Бања Луке је као шампион обезбедио пласман у Премијер лигу БиХ.
У лиги се такмичи укупно десет клубова, али је ОФК Слога из Црњелова иступила из лиге, а такмичење је наставило девет клубова. Слога је одиграла две утакмице, порази од Текстилца (0:8), те Жељезничар Спорт Тима (10:0). Резултати су обрисани, а преостали мечеви неће бити регистровани службеним резултатом 3:0.
- ФК Жељезничар Sport Team (БЛ)
- ФК Јединство Брчко
- ФК Козара Градишка
- ФК Крупа
- ФК Модрича Алфа
- ФК Подриње Јања
- ФК Рудар Приједор
- ФК Славија Источно Сарајево
- ОФК Слога Горње Црњелово (одустали од такмичења)[9]
- ФК Текстилац Дервента

## Табела
| Плас. | Тим                        | ИГ | Д  | Н | ИЗ | ГД | ГП | ГР  | Бод |
| ----- | -------------------------- | -- | -- | - | -- | -- | -- | --- | --- |
| 1     | Крупа                      | 14 | 12 | 2 | 0  | 34 | 6  | +28 | 38  |
| 2     | Рудар Приједор             | 14 | 8  | 3 | 3  | 20 | 7  | +13 | 27  |
| 3     | Козара                     | 14 | 6  | 4 | 4  | 15 | 16 | -1  | 22  |
| 4     | Жељезничар Sport Team (БЛ) | 13 | 4  | 4 | 5  | 10 | 12 | -2  | 16  |
| 5     | Модрича Алфа               | 13 | 4  | 2 | 7  | 15 | 15 | 0   | 14  |
| 6     | Славија Источно Сарајево   | 13 | 2  | 7 | 4  | 14 | 20 | -6  | 13  |
| 7     | Текстилац Дервента         | 13 | 3  | 4 | 6  | 14 | 20 | -6  | 13  |
| 8     | Подрињe Јања               | 13 | 3  | 4 | 6  | 10 | 20 | -10 | 13  |
| 9     | Јединство Брчко            | 13 | 2  | 2 | 9  | 12 | 28 | -16 | 8   |
| 10    | Слога Горње Црњелово       | 0  | 0  | 0 | 0  | 0  | 0  | 0   | 0   |

ИГ = Играо утакмица; Д = Добио; Н = Нерешено; ИЗ = Изгубио; ГД = Голова дао; ГП = Голова примио; ГР = Гол разлика ; Бод = Бодови
- ОФК Слога Горње Црњелово иступила из лиге,и расформирана.

| Првак Прве лиге Републике Српске |
| -------------------------------- |
| ФК Крупа 2. титула               |

## Статистика

### Најбољи стрелци
| # | Играч             | Клуб                  | Голови |
| - | ----------------- | --------------------- | ------ |
| 1 | Jово Лукић        | Крупа                 | 10     |
| 2 | Бојан Буразор     | Рудар Приједор        | 6      |
| 2 | Никола Бјелош     | Славија Ист. Сарајево | 6      |
| 4 | Милош Перовић     | Текстилац Дервента    | 5      |
| 4 | Данило Теодоровић | Жељезничар (БЛ)       | 5      |
| 5 | Никола Дујаковић  | Крупа                 | 4      |
| 5 | Никола Мандић     | Крупа                 | 4      |
| 5 | Немања Пекија     | Рудар Приједор        | 4      |
| 5 | Слађан Ступар     | Текстилац Дервента    | 4      |
| 5 | Игор Кузмановић   | Жељезничар (БЛ)       | 4      |